# Croton sarocarpus
Croton sarocarpus là một loài thực vật có hoa trong họ Đại kích. Loài này được Balf.f. mô tả khoa học đầu tiên năm 1884.